# Aisha (poetisa)
ʿĀʾisha bint Aḥmad al-Qurṭubiyya (d. 1009/1010, Córdoba, España), también llamada Aysha o al-Qurtubiyya, fue una poetisa del siglo X. La mayor parte de su trabajo estaba escrito en árabe. Hasta el día de hoy se desconoce la fecha de su nacimiento, murió en el año 1009 d. C., no se casó nunca. Pertenecía a una familia noble muy conocida en la capital del Califato.
Según numerosos historiadores, Aisa Bint Ahmad se podía describir como una mujer con gran capacidad de comprensión, dotes poéticas y retóricas, elocuencia y buen juicio. Escribía panegíricos de los reyes de su tiempo y se dirigía a ellos según las necesidades que le presentasen.  Copiaba El Corán y otros libros. Se interesó por las ciencias religiosas y poseía una abundante biblioteca.

## Vida
Se asume que ʿĀʾisha nació, probablemente, en Córdoba. Se la considera una famosa poetisa y calígrafa de Andalucía. Poco se conoce sobre su vida y biografía, aunque parece claro que fue hermana de Muḥammad b. Aḥmad b. Qādim (d. 990 CE). Otras afirmaciones incluyen que fue una princesa de Córdoba; que el nombre completo de su padre fue Aḥmad b. Muḥammad b. Qādim b. Ziyād; y que fue la sobrina del físico y poeta cordobés Abū ʿAbdallāh b. Qādim al-Ṭabīb. Aparentemente, nunca se casó ni tuvo hijos. Su muerte llegó al comienzo del Fitna de al-Ándalus en 1009. 'Ibn Ḥayyān (d. 469/1076), citado en Ṣila de Ibn Bashkuwāl's (d. 578/1183), alaba, entre otras cualidades, la inteligencia de ʿĀʾisha, sus conocimientos en literatura y poesía y su elocuencia. Su caligrafía era hermosa, y acostumbraba a copiar de su puño y letra el Qurʾān (maṣāḥif) y libros seculares (dafātir). Mostró gran interés por la cienciaʿ(ilm), lo que le llevó a coleccionar libros.

## Poesía
Los trabajos poéticos de Aisha se incluyen en la escritura medieval de mujeres árabes poetas, célebre por su sorprendente vitalidad, originalidad y agresivo atrevimiento. Sus poemas eran frecuentemente leídos y elogiados en la Academia Real de Córdoba. Uno de sus más famosos trabajos es un poema en el que rechaza una propuesta de matrimonio de un poeta.  Un ejemplo de la escritura de Aisha bint Ahmad al-Qurtubiya es:
Una leona soy

y nunca me agradaron los cubiles ajenos,

y si tuviera que escoger alguno

nunca contestaría a un perro, yo

que tantas veces los oídos cerré a los leones.
Sus trabajos incluyen panegíricos dirigidos a dirigentes coetáneos. Un ejemplo que ha pervivido es un panegírico para al-Muẓaffar b. Abī ʿĀmir (r. 1002–8 CE).

## Legado
Aisha ha sido incluida en la lista de Musulmanes Notables de la edición especial de 2002 de Saudi Aramco World.
Aisha es una figura destacada en la pieza de Judy Chicago llamada The Dinner Party, siendo representada como uno de los 999 nombres de la Heritage Floor.